# Geigyella testaceiceps
Geigyella testaceiceps is een keversoort uit de familie soldaatjes (Cantharidae). De wetenschappelijke naam van de soort werd in 1936 gepubliceerd door Maurice Pic.